# Stimpfach
Stimpfach es un municipio alemán perteneciente al distrito de Schwäbisch Hall de Baden-Wurtemberg.

## Localización
Se ubica a orillas del río Jagst unos 5 km al sur de Crailsheim, en la salida de la ciudad de la línea de ferrocarril que lleva a Aalen.

## Historia
Se conoce la existencia de la localidad desde el año 1024. En la Edad Media perteneció a varios señores feudales hasta que en 1608 fue adquirido definitivamente por los señores de Ellwangen. Se integró en Wurtemberg en 1803. El municipio aumentó su territorio en 1973 con la incorporación a su término municipal del hasta entonces municipio de Rechenberg y en 1975 con la incorporación de Weipertshofen.

## Demografía
A 31 de diciembre de 2017 tiene 3122 habitantes.